# Porträtt av Juan de Pareja
Porträtt av Juan de Pareja är en oljemålning på duk av den spanske barockkonstnären Diego Velázquez. Den utfördes 1650 och ingår sedan 1971 i samlingarna på Metropolitan Museum of Art i New York.
Porträtt målades i Rom under Velázquez andra resa till Italien (1649–1651) dit han skickats av kung Filip IV av Spanien för att inhandla konst. Den föreställer Juan de Pareja (cirka 1608–1670), en man av morisk härkomst som var född i södra Spanien och hade varit slav i Velázquez hushåll i minst två decennier. Juan de Pareja verkade som Velázquez ateljéassistent och porträttet skildrar honom med värdighet. Velázquez frigav honom 1654 och han blev sedermera själv en framgångsrik konstnär. Slaveri var alltjämt vanligt förekommande i 1600-talets Spanien.
Tavlan satte nytt auktionsrekord i världen när den i november 1970 såldes för 2,3 miljoner pund på Christie's. Den förblev världens dyraste tavla till 1980 då ett verk av William Turner såldes för ännu mer.